# سراب (فیلم ۱۹۶۵)
سراب (انگلیسی: Mirage) فیلمی آمریکایی در ژانر نئو-نوآر و دلهره‌آور به کارگردانی ادوارد دمیتریک است که در سال ۱۹۶۵ منتشر شد.

## بازیگران
- گریگوری پک
- دایان بیکر
- والتر ماتائو
- کوین مک‌کارتی
- لیف اریکسون
- والتر آبل
- جرج کندی
- جک وستون
- رابرت اچ. هریس
- آن سیمور